# Сирнак
Сирна́к (болг. Сърнак) — село в Кирджалійській області Болгарії. Входить до складу общини Крумовград.

## Населення
За даними перепису населення 2011 року у селі проживала 131 особа.
Національний склад населення села:
| Національність   | Кількість осіб | Відсоток |
| ---------------- | -------------- | -------- |
| турки            | 121            | 95,3%    |
| болгари          | 6              | 4,7%     |
| цигани           | 0              | 0%       |
| інша             | 0              | 0%       |
| не визначились   | 0              | 0%       |
| Всього відповіли | 127            |          |

Розподіл населення за віком у 2011 році:
Динаміка населення: